# اسپن اسپرینگز (کالیفرنیا)
اسپن اسپرینگز (به انگلیسی: Aspen Springs) یک منطقهٔ مسکونی در ایالات متحده آمریکا است که در شهرستان مونو، کالیفرنیا واقع شده‌است. اسپن اسپرینگز ۹٫۲۴ کیلومتر مربع مساحت و ۱۹٬۳۰۴ نفر جمعیت دارد و ۲٬۱۶۷ متر بالاتر از سطح دریا واقع شده‌است.